# Ivana Mrázová
Ivana Mrázová (Vimperk, 1 de julio de 1992) es una modelo y personalidad de televisión italiana de origen checoslovaca.

## Biografía
Ivana nació el 1 de julio de 1992 en Vimperk, en la Región de Bohemia del Sur, República Checa. Su padre, quien falleció en 2021, era ingeniero, mientras que su madre, una ex actriz de teatro.
A la edad de quince años dejó su ciudad natal para comenzar una carrera de modelo en Milán con la agencia de modelos 2morrow. Después de modelar para la alta costura italiana y europea, en 2012 hizo su debut televisivo como ayuda de cámara de Gianni Morandi en el Festival de Sanremo. En febrero, durante la semana de la moda de Milán, cierra el desfile Rocco Barocco y es elegida como testimonio de varias marcas como Cotton Club y Katia G.
En otoño de 2017 participó como competidora en Grande Fratello VIP, presentado por Ilary Blasi en Canale 5, quedando en tercer lugar, detrás del ex tronista Luca Onestini y el ganador Daniele Bossari. En 2018 se unió a Nicola Savino, Katia Follesa y Cristiano Malgioglio en el nuevo programa de Italia 1 90 Special. En el mismo año Tata Italia, para el P/E 2018, la elige como su nuevo testimonio.
En 2020 fue columnista y corresponsal del programa Casa Chi, transmitido por la plataforma 361 TV con la dirección de Raffaello Tonon.

## Campañas publicitarias
| Año        | Título                     |
| ---------- | -------------------------- |
| 2011       | Boccadamo Jewels           |
| 2011       | Lormar                     |
| 2012       | Cotton Club summer         |
| 2012       | Katia G                    |
| 2012       | More by Siste's P/E        |
| 2013       | DonnaOro                   |
| 2013       | Lovable                    |
| 2013       | Mangano P/E                |
| 2014, 2017 | Parah summer               |
| 2017       | Pietro Brunelli Milano A/I |
| 2017-2018  | Impero Couture             |
| 2018       | Mariella Rosati P/E        |
| 2018       | Tata Italia                |

## Programas de televisión
| Año  | Título                                       | Cadeña   | Role             |
| ---- | -------------------------------------------- | -------- | ---------------- |
| 2012 | 62º Festival de Sanremo                      | Rai 1    | Coanfitrión      |
| 2017 | Grande Fratello VIP 2                        | Canale 5 | Concursante      |
| 2018 | 90 Special                                   | Italia 1 | Coanfitrión      |
| 2018 | Giù in 60 secondi - Adrenalina ad alta quota | Italia 1 | Concursante      |
| 2022 | Avanti un altro! Pure di sera                | Canale 5 | Concursante      |
| 2023 | Grande Fratello VIP 7                        | Canale 5 | Estella invitada |
| 2023 | GialappaShow                                 | TV8      | Coanfitrión      |

## Web TV
| Año  | Título   | Plataforma | Role                        |
| ---- | -------- | ---------- | --------------------------- |
| 2020 | Casa Chi | 361tv      | Comentarista y corresponsal |